# Milan I. Obrenović

Milan I. Obrenović

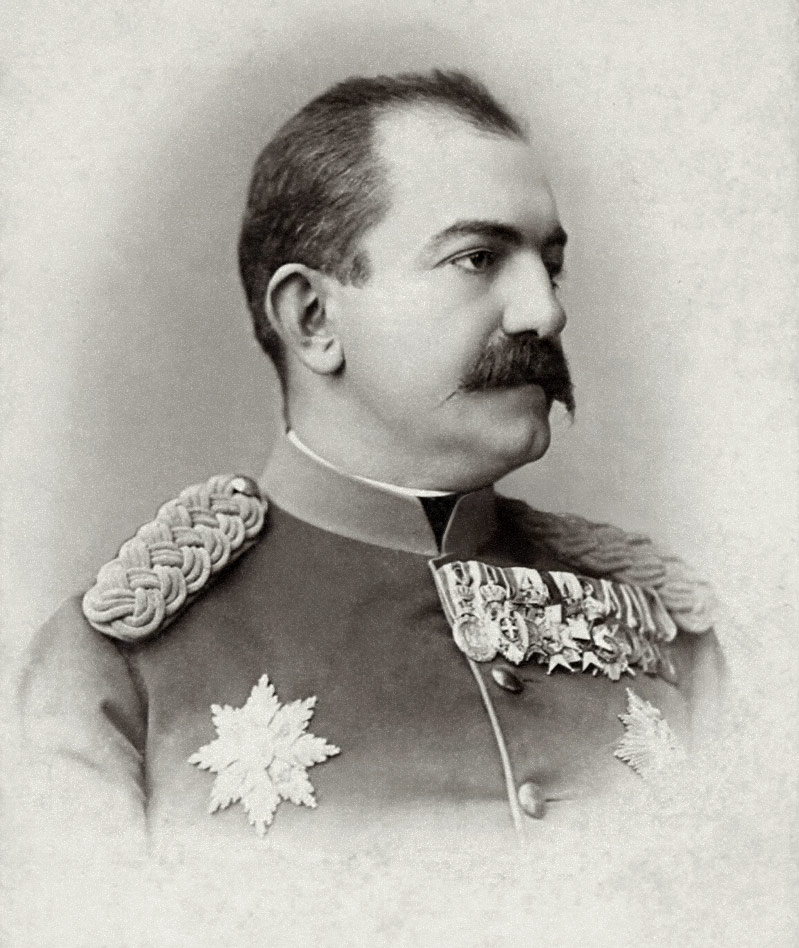
Milan I. Obrenović

Milan I. Obrenović (srbsky Милан Обреновић, 22. srpna 1854, Mărăşeşti, Moldávie – 11. února 1901, Vídeň) byl v letech 1868–1882 srbský kníže jako Milan Obrenović IV. a poté v letech 1882–1889 srbský král jako Milan I. Byl čtvrtým a předposledním panovníkem z dynastie Obrenovićů. Byl prasynovcem zakladatele dynastie Miloše Obrenoviće, vnukem Milošova bratra Jevrema.

## Vláda
Milan Obrenović se stal knížetem, když byl v roce 1868 zavražděn bezdětný srbský kníže Michal Obrenović III. Tehdy ani ne čtrnáctiletý Milan, syn Mihailova bratrance Miloše Jevremoviće Obrenoviće, byl v té době jediný žijící člen dynastie a jako panovník byl titulován Milan Obrenović IV. (číslování v dynastii Obrenovićů se lišilo od evropského vzoru, který přejali až po získání královského titulu. Do té doby označovala římská číslice čtvrtého vládnoucího knížete z této dynastie). Do jeho plnoletosti v roce 1872 za něj vládla tříčlenná regentská rada v čele s plukovníkem Milivojem Blaznavacem. Milanova politika byla z pragmatických důvodů prorakouská, což nebylo v souladu s tradičně prorusky cítícím veřejným míněním v Srbsku.
14. srpna 1876 se knížeti a jeho ženě Natálii v Bělehradě narodil následník trůnu princ Alexandr.
V červnu 1876 vypovědělo Srbsko spolu s Černou Horou válku Osmanské říši, ve které však bylo neúspěšné, v říjnu bylo po ruské intervenci dojednáno příměří a mír z 28. února 1877 potvrdil stav hranic před válkou.
Po rusko-turecké válce, do níž se od prosince 1877 tentokrát úspěšně zapojilo i Srbsko, zaručil Berlínský kongres v roce 1878 Srbsku plnou nezávislost na Turecku a značné rozšíření jeho území směrem na jih. Milan následně roku 1882 vyhlásil po utajených přípravách Srbsko královstvím a sebe králem Milanem I. Rok předtím (1881) uzavřel obchodně-vojenskou dohodu s Rakousko-Uherskem. Tajná dohoda obsahovala závazek nepodporovat srbská národní hnutí na rakousko-uherském území, na oplátku Rakousko-Uhersko podpořilo prohlášení Srbska královstvím.
Milan pověřoval sestavením vlády zástupce úředníků, prozápadních mladokonzervativců z Pokrokové strany a později také Radikální strany, jejíž činnost předtím ochromil v roce 1883, kdy nechal mnoho jejich představitelů přísně potrestat za zapojení v Timocké vzpouře.
Navzdory veřejnému mínění Milan podnítil válku s Bulharskem vyhlášenou v listopadu 1885, záminkou se stala bulharská anexe Východní Rumélie. Válka skončila pro Srbsko katastrofálně, bulharští vojáci rychle obsadili jihovýchodní území Srbska. Diplomaticky však zasáhlo Rakousko-Uhersko a přimělo válčící strany k míru, který navracel předválečný stav.
V roce 1888 se král Milan s královnou Natalijí rozešli a později byli rozvedeni. Královna si koupila palác Sašino v horském letovisku Biarritz ve Francii. Zde také její syn princ Alexandr poznal svou budoucí ženu Dragu.
Dne 3. ledna 1889 přijal král Milan novou ústavu, mnohem liberálnější než tu stávající z roku 1869. O dva měsíce později, 6. března 1889 se král Milan náhle vzdal trůnu ve prospěch svého syna Alexandra. Za krále Alexandra dočasně vládla jako regent jeho matka. K rezignaci neměl přímý důvod, k neobvyklému činu ho vedla jeho labilní povaha a touha po klidném životě stranou veřejného zájmu. Poté se již bývalý král Milan usadil v Paříži jako soukromá osoba. Tam se značně zadlužil a rozprodal svůj majetek; poté, co jeho dluhy dosáhly 700 000 franků se však přihlásili Milanovi věřitelé a on musel hledat způsob jak své dluhy splácet. Proto svojí pozornost opět obrátil k Srbsku, kde mohl ještě získat vliv a případně přístup k finančním prostředkům.
V letech 1894–1900 opět pobýval v Srbsku a byl svým synem jmenován vrchním velitelem armády. V červenci 1899 na něj byl spáchán neúspěšný atentát, který se stal záminkou pro neoprávněné represe vůči radikální straně. V roce 1900 definitivně emigroval. Zemřel o rok později ve Vídni.

## Vztah k následníkovi trůnu Alexandrovi
Vztah krále Milana k jeho synovi a budoucímu králi Alexandrovi určoval především jeho vztah s Dragou Mašínovou, která byla o 15 let starší než Alexandr a nebyla šlechtického původu (dokonce byla rozvedená, její první manžel byl český inženýr žijící v Srbsku).
V době, kdy král Milan stále vládl zemi, byla vytvořena nová vláda v čele s Dr. Vladanem Đorđevićem. Dalším úkolem poté, co Đorđević jmenoval ministry, bylo najít ženu, která by byla hodna mladého krále. Král Milan navrhl německou princeznu Schaumburg-Lippe, která byla dcerou přítele krále Milana. V Bělehradě se už vědělo o lásce Alexandra a Dragy. Ta často přijímala pozvání k účasti na důležitých událostech, kde společnost oceňovala její taktnost, vznešenost, krásu, intelekt i zdrženlivost. Král Milan v roce 1889 abdikoval a předal vládu svému synovi Alexandrovi a ještě nějaký čas zůstal v Srbsku. Za krále Alexandra dočasně vládla jako regent jeho matka.
Bývalý král Milan byl velký oponent manželství svého syna Alexandra s neurozenou Dragou, na znamení protestu opustil Srbsko. Odcestoval do Bukurešti a později do Vídně, kde následujícího roku zemřel. Vedle plánovaného sňatku byla příčinou milost, kterou král Alexandar udělil radikálům, kteří připravovali atentát na krále Milana.
Král pak pronesl slavnostní projev, ve kterém uvedl, že od toho dne přestává těsná vazba na Rakousko-Uhersko, která byla dílem právě krále Milana, a že do Srbska přichází mír a prosperita. Nicméně královna Natálie se pak ve veřejném dopise zřekla svého syna a král Milan prohlásil, že nevkročí do Srbska, ve kterém vládne jeho syn se ženou, která je o patnáct let starší než on.